# Dario Ivanovski
Dario Ivanovski (în macedoneană Дарио Ивановски; n. 15 mai 1997, Skopje, Macedonia de Nord) este un alergător nord-macedonean pe distanțe lungi, care aleargă pentru clubul AK Rabotnicki Skopje și echipa națională a Macedoniei.

## Cariera
Ivanovski s-a născut și și-a început cariera de atlet la Skopje. A câștigat proba de 3000 de metri la o cursă din Elbasan în 2016. Pe 26 iunie 2016 a stabilit un record personal la cursa de 800 de m de la Pitești, România, cu un timp de 1:54,36.
În 2017, a câștigat cursa de jumătate de maraton care făcea parte din maratonul de la Skopje cu un timp de 1:11:26. Pe 22 aprilie 2017, a câștigat semimaratonul de la Belgrad cu un timp de 1:10:00.
El a stabilit, de asemenea, recordul național la 3000 de metri la o cursă din Novi Sad.
Ivanovski a concurat la 1500 de metri la Campionatul Mondial de Atletism în sală din 2018 al IAAF. La 21 aprilie 2018, el a câștigat semimaratonul de la Belgrad pentru al doilea an consecutiv, înregistrând de data aceasta un nou record personal de 1:08:03.
În februarie Ivanovski a participat la Campionatele Balcanice, care au avut loc la Istanbul. A reușit să stabilească aici un record național la proba de 3000 de metri în sală, cu un timp de 8:03,65, rezultat în urma căruia s-a clasat pe locul al doilea.
În 2024, s-a clasat pe locul 29 la semimaraton la Campionatele Europene de la Roma, cu un nou record național de 1:04:01 h. A terminat apoi pe locul 69 la maraton la Jocurile Olimpice de vară de la Paris.

## Realizări
| An   | Competiție                              | Locație                    | Loc | Eveniment   | Note    |
| ---- | --------------------------------------- | -------------------------- | --- | ----------- | ------- |
| 2018 | Campionatul Mondial în sală             | Birmingham, Marea Britanie | 17  | 1500 m      | 3:51,83 |
| 2018 | Campionatul European                    | Berlin, Germania           | 33  | 1500 m      | 3:57,52 |
| 2019 | Campionatul European în sală            | Glasgow, Marea Britanie    | –   | 3000 m      | NT      |
| 2019 | Campionatul European de Tineret         | Gävle, Suedia              | –   | 5000 m      | NS      |
| 2019 | Campionatul European de Cros de Tineret | Lisabona, Portugalia       | 67  | 8 km        | 26:50   |
| 2022 | Campionatul European                    | München, Germania          | –   | maraton     | NT      |
| 2023 | Campionatul European în sală            | Istanbul, Turcia           | 20  | 3000 m      | 8:17,93 |
| 2024 | Campionatul European                    | Roma, Italia               | 29  | semimaraton | 1:04:01 |
| 2024 | Jocurile Olimpice                       | Paris, Franța              | 69  | maraton     | 2:28:15 |

## Legături externe
- en Dario Ivanovski la World Athletics
- en  Dario Ivanovski la athleticspodium.com